# Wasserturm auf dem Kleinen Strohberg

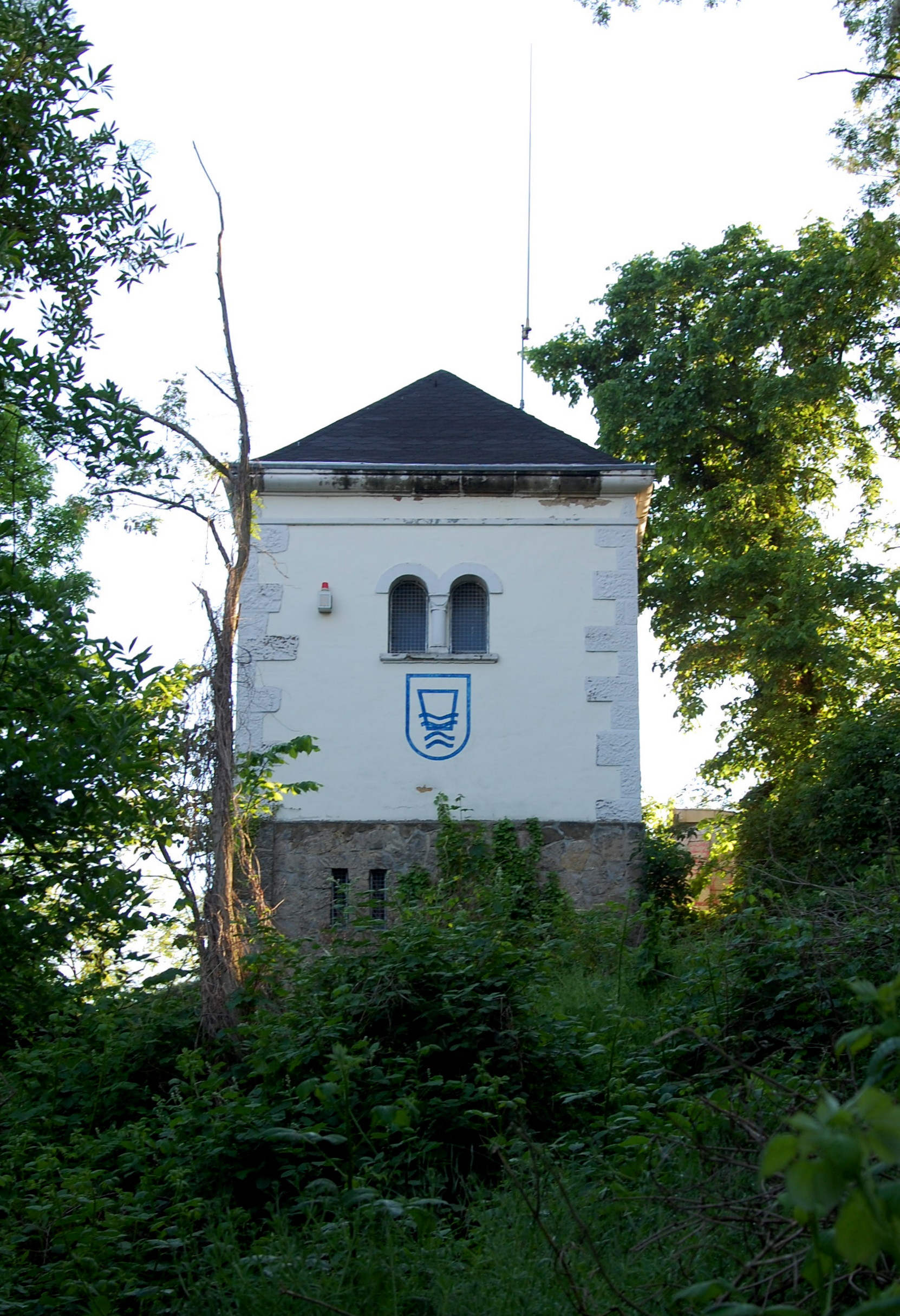
Wasserturm auf dem Kleinen Strohberg

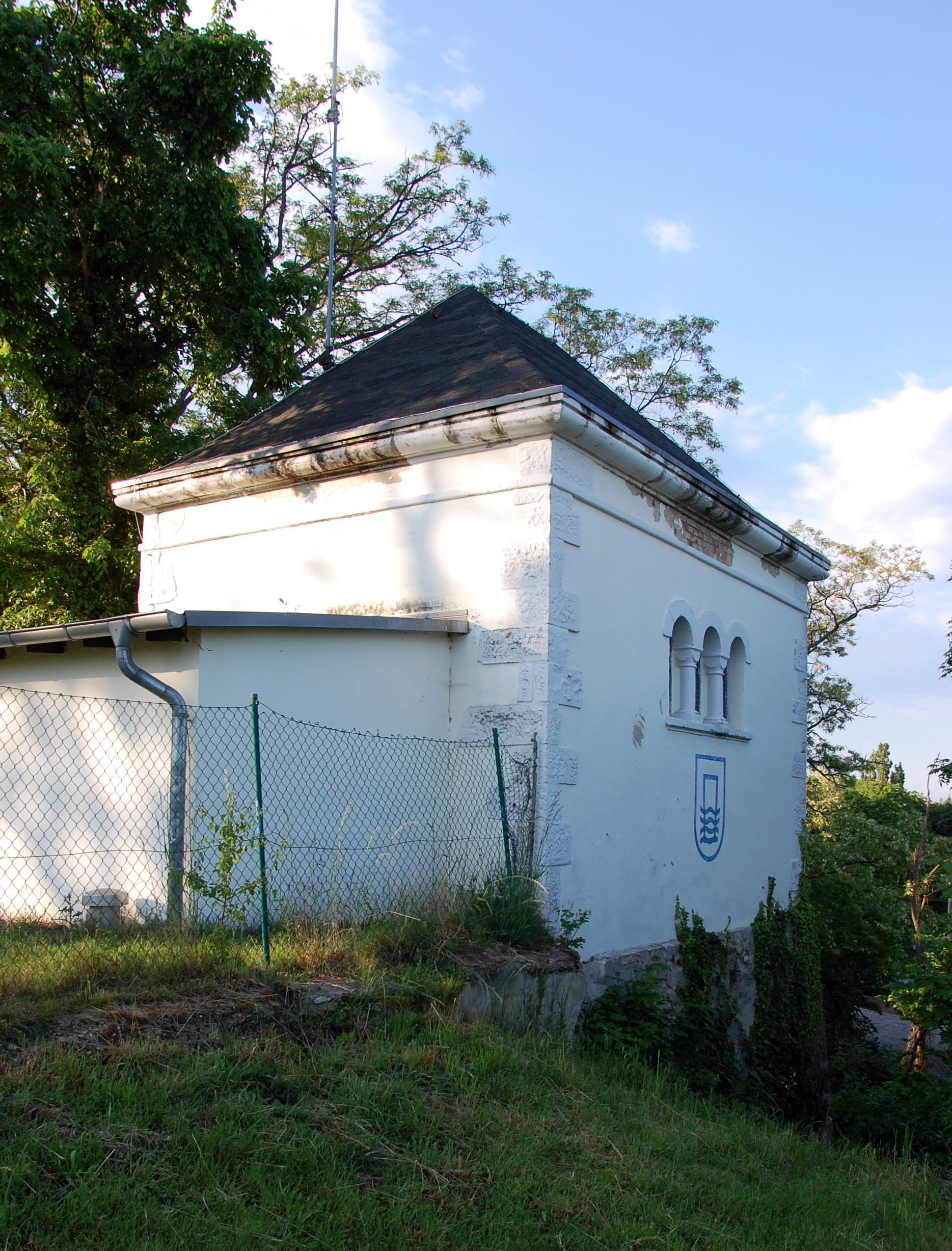
Südseite

Der Wasserturm auf dem Kleinen Strohberg ist ein denkmalgeschützter ehemaliger Wasserturm in der Stadt Quedlinburg in Sachsen-Anhalt. Ein Umbau des Turms zur Sternwarte Quedlinburg ist im Bau und teilweise schon erfolgt.

## Lage
Der im Quedlinburger Denkmalverzeichnis eingetragene Wasserturm befindet sich westlich der historischen Quedlinburger Altstadt, auf dem Kleinen Strohberg nordwestlich des Münzenberges an der Adresse Zwergkuhle 8.

## Architektur und Geschichte
Der in massiver Bauweise errichtete Wasserturm entstand im Jahr 1881 im Zusammenhang mit dem Bau des Alten Quedlinburger Wasserwerks und diente als Wasserspeicher für die nahegelegene Siedlung auf dem Münzenberg. Das verputzte Gebäude ruht auf einem Sockel aus Bruchsteinen und erinnert in seiner Gestaltung an Palasbauten der Hochromanik. An den Ecken befindet sich eine Eckquaderung. Darüber hinaus sind die im Turm befindlichen Fenster gekuppelt und mit eingestellten Säulen versehen.
Der Verein Sternwarte Quedlinburg e.V. als neuer Eigentümer (ab 2017) ist beim Umbau des Gebäudes zu einer Sternwarte (Stand 2017). Am 24. Mai 2013 wurde eine ursprünglich zur Verschrottung vorgesehene Sternwartenkuppel von einer abgerissenen Oscherslebener Schule, die vor Jahren von lokalen Astronomieinteressierten gerettet und eingelagert worden war, zum Turm gebracht und mit einem Kran zunächst neben das Gebäude gesetzt. Anschließend wurde zuerst eine Zwischendecke eingefügt und das marode alte Spitzdach abgerissen. An dessen Stelle wurde eine neue Beton-Geschossdecke gegossen und 2016 ein Obergeschoss neu errichtet. Auf dieses ist bereits die renovierte Zeiss-Sternwartenkuppel mit einem Kran gesetzt worden. In dieser wurde im August 2017 eine Stahlsäule errichtet. Auf dieser wurde im August 2017 ein erstes Beobachtungsgerät (Zeiss Meniscas auf Zeiss 1B-Montierung) vorläufig für erste Beobachtungen montiert. Ein zur Beobachtung nötiges Zwischen-Podest wurde Anfang September 2017 montiert. Später soll dort ein vorhandenes "Celestron" 14"-Schmidt-Cassegrain-Teleskop montiert werden. Im Erdgeschoss soll neben sanitären Anlagen und Lagerraum ein Schulungs- und Tagungsraum entstehen. Im Untergeschoss wird im August und September 2017 vom örtlichen THW ein Durchbruch in den Hochbehälter im Rahmen einer Bergeübung geschaffen.